# 南田坪乡
南田坪为中国湖南省宁乡县下辖乡，该乡于1995年由原南田坪乡和停钟乡合并设立，位于宁乡县中南部，处宁乡与湘乡二县市交汇处。地缘上，南田坪北与坝塘镇接壤，西与资福乡毗邻，南与湘乡市金石镇为界，东南部与东湖塘镇相连，东北部与夏铎铺镇交接。辖域面积64平方公里，人口约2.7万人（2000年人口普查24,827人），下辖10个行政村。2015年，南田坪乡并入坝塘镇。

## 区划
下辖10个行政村，分别为竹山村、烟田村、宜坪村、锡福村、横田村、南芬塘村、军里村、洋西村、红桃山村与南田坪村。